# Diplacus cascadensis
Diplacus cascadensis är en gyckelblomsväxtart som beskrevs av Guy L. Nesom. Diplacus cascadensis ingår i släktet Diplacus och familjen gyckelblomsväxter. Inga underarter finns listade i Catalogue of Life.